# Жагар, Александр Иванович
Алекса́ндр Ива́нович Жа́гар (Жа́гарс; 7 сентября 1893, Рижский уезд, Лифляндская губерния — 27 июня 1936, Москва) — советский государственный деятель, специалист в области сельского хозяйства, директор Московской сельскохозяйственной академии им. К. А. Тимирязева.

## Биография
Латыш. По одним данным, отец был безземельным крестьянином, по другим — из служащих. Учился в Рижском политехникуме и Юрьевском ветеринарном институте, но так и не получил высшего образования.
С 1914 года член Латышской социал-демократической партии, с мая 1917 — член ВКП(б).
Работал механиком на Балашовском холодильном заводе, но после Октябрьской революции перешёл на партийную работу. Был помощником председателя губпродкома в Балашове, председателем особой продовольственной комиссии по снабжению 9-й армии, председателем Балашовского уисполкома.
С 1920 года являлся уполномоченным Наркомпрода РСФСР в КАССР, член наркомата продовольствия КАССР. В дальнейшем занимал ряд должностей в республике: начальник управления кишечной и мясоперерабатывающей промышленности КАССР (1921—1923), управляющий Киргизским районным кишечно-продуктовым отделом, и. о. заместителя наркома продовольствия КАССР (январь — февраль 1924).
С 1924 года работал в Наркомпроде РСФСР. С 1926 года член правления и заместитель председателя Мясохладобойни РСФСР. В дальнейшем работал в Сельхозкооперации, с 1928 года председатель Ветснабпрома Наркомзема СССР и директор Эпизоотического треста. В 1931 году был рекомендован в заместители начальника Главного управления животноводческими колхозными товарными фондами — член коллегии Наркомата земледелия СССР (1932—1934). Начальник главного ветеринарного управления Наркомзема СССР.
С 1934 по 1936 год — начальник Саратовского краевого земельного управления.
С 5 февраля 1936 года по 27 мая 1936 года был директором Московской сельскохозяйственной академии им. К. А. Тимирязева.
Член ВЦИК 16 созыва.
Скончался от воспаления мозга. Похоронен на Новодевичьем кладбище (участок № 3, ряд 59а, могила 3). Супруга, Фаина Александровна (1896—1942) похоронена там же. Сын, Олег Жагар (1922—1987) — художник и архитектор, лауреат Государственной премии СССР.